# Aérodrome de Dax - Seyresse
L’aérodrome de Dax - Seyresse (code IATA : XDA • code OACI : LFBY) est un aérodrome militaire ouvert à la circulation aérienne publique (CAP), situé sur les communes d’Oeyreluy et Seyresse, à 2,5 km au sud-ouest de Dax dans les Landes (région Nouvelle-Aquitaine, France).
Il est utilisé pour la formation des pilotes d’hélicoptères des Forces armées françaises et pour la pratique d’activités de loisirs et de tourisme (aviation légère).

## Histoire
Son gestionnaire et principal utilisateur est l’École de l’aviation légère de l’armée de terre (EALAT). À Dax, les futurs pilotes d’hélicoptères de l’armée française sont formés au pilotage de base : ils sont principalement issus de l’armée de terre mais aussi de l’armée de l’air, de la marine et de la gendarmerie nationale. Une autre partie de cette formation est suivie à l’autre école de l’ALAT située au Cannet-des-Maures pour la formation au combat.

## Installations
L’aérodrome dispose d’une piste bitumée orientée est-ouest (07/25), longue de 800 mètres et large de 40. Elle est dotée d’un balisage diurne et nocturne.
L’aérodrome est contrôlé. Les communications s’effectuent sur les fréquences de 122,050 MHz pour l’approche, de 118,325 MHz pour la tour et de 121,775 MHz pour le sol.
L’avitaillement en carburant (100LL et JP-8) et en lubrifiant est possible.

## Activités

### Forces armées françaises
- École de l'aviation légère de l'armée de terre

### Loisirs et tourisme
- Aéroclub de Dax